# Las Vegas Bowl 2017
Match précédent Match suivant
Le Las Vegas Bowl 2017 est un match de football américain de niveau universitaire joué après la saison régulière de 2017, le 16 décembre 2017 au Sam Boyd Stadium de Whitney (Est de Las Vegas) dans l'état du Nevada.
Il s'agit de la 26e édition du Las Vegas Bowl.
Le match met en présence les équipes des Broncos de Boise State issue de la Mountain West Conference et de Ducks de l'Oregon issue de la Pacific-12 Conference.
Il débute à 12 h 30 locales et est retransmis en télévision sur ABC.
Boise State gagne le match sur le score de 38 à 28.

## Présentation du match
| Équipes                          | Conférences | Entraîneurs     | Stats. saison rég. | Classements avant le bowl (CFP/AP/Coaches) |
| -------------------------------- | ----------- | --------------- | ------------------ | ------------------------------------------ |
| Broncos de Boise State           | MWC         | Bryan Harsin    | 10 - 3             | #25 - #25 - #25                            |
| Ducks de l'Oregon                | Pac-12      | Mario Cristobal | 7 - 5              | NC                                         |
| Arbitre : Adam Savoie (American) |             |                 |                    |                                            |

Il s'agit de la 3e rencontre entre ces deux équipes, toutes remportées par Boise State, la dernière ayant eu lieu le 3 septembre 2009 (victoire 19 à 8).

### Broncos de Boise State
Avec un bilan global en saison régulière de 10 victoires pour 3 défaites, Boise State est éligible et accepte l'invitation pour participer au las Vegas Bowl de 2017.
Ils terminent 1re de la Mountain Division  de la MWC, avec un bilan en match intra-division de 7 victoires pour 1 défaites. Ils remportant la finale de conférence en battant Fresno State 17 à 14.
À l'issue de la saison 2017 (bowl non compris), ils sont classés 25e aux classements CFP, AP et Coaches.
Il s'agit de leur 4e participation au Las Vegas Bowl.

### Ducks de l'Oregon
Avec un bilan global en saison régulière de 7 victoires pour 5 défaites, Oregon est éligible et accepte l'invitation pour participer au Las Vegas Bowl de 2017.
Ils terminent 4e de la North Division de la Pac-12 derrière no 15 Stanford, no 12 Washington et no 21 Washington State, avec un bilan en match intra-division de 4 victoires pour 5 défaites.
Les Ducks sont dirigés par l'entraîneur principal Mario Cristobal (en) après que l'ancien entraîneur principal Willie Taggart (en) ait déclaré le 5 décembre qu'il partait diriger les Seminoles de Florida State.
À l'issue de la saison 2017 (bowl compris), ils n'apparaissent pas dans les classements CFP, AP et Coaches.
Il s'agit de leur 3e participation au Las Vegas Bowl.

## Résumé du match
Début du match à 12 h 30, fin à 16 h 8 pour une durée totale de jeu de 3 heures et 30 minutes.
Température de 14 °C, vent de 2 km/h, ciel légèrement nuageux.
| QT          | Temps       | Drive       | Drive       | Drive       | Équipe      | Description de l'action | Score | Score |
| QT          | Temps       | Jeux        | Yards       | TDP         | Équipe      | Description de l'action | BST   | ORE   |
| ----------- | ----------- | ----------- | ----------- | ----------- | ----------- | --- | ----- | ----- |
| 1           | 08:17       | 13          | 67          | 05:12       | BST         | TD à la suite d'une course de 1 yard par RB Wolpin, Ryan + 1 point de conversion par K Hoggarth, Haden                                              | 7     | 0     |
| 1           | 01:21       | 3           | 32          | 01:17       | BST         | TD de 26 yards par WR Wilson, Cedrick à la suite d'une réception de passe de QB Rypien, Brett + 1 point de conversion par K Hoggarth, Haden         | 14    | 0     |
| 2           | 08:59       | 12          | 62          | 03:56       | BST         | FG de 39 yards par K Hoggarth, Haden | 17    | 0     |
| 2           | 05:11       | -           | -           | -           | BST         | TD à la suite d'une interception retournée sur 53 yards par S Kaniho, Kekaula + 1 point de conversion par K Hoggarth, Haden                         | 24    | 0     |
| 2           | 00:37       | -           | -           | -           | ORE         | TD par ILB Dye, Troy à la suite d'un fumble adverse retourné sur 86 yards + 1 point de conversion par K Schneider, Aidan                            | 24    | 7     |
| 2           | 00:07       | -           | -           | -           | ORE         | TD par S Robinson, Tyree à la suite d'une interception retournée sur 100 yards + 1 point de conversion par K Schneider, Aidan                       | 24    | 14    |
| 3           | 09:41       | 12          | 75          | 05:19       | BST         | TD de 13 yards par TE Dhaenens, Alec à la suite d'une réception d'une passe de QB Rypien, Brett + 1 point de conversion par K Hoggarth, Haden       | 31    | 14    |
| 4           | 10:07       | 8           | 78          | 01:54       | ORE         | TD de 24 yards par WR Schooler, Brenden à la suite d'une réception d'une passe de QB Herbert, Justin + 1 point de conversion par K Schneider, Aidan | 31    | 21    |
| 4           | 02:22       | 11          | 86          | 05:19       | BST         | TD à la suite d'une course d'1 yard par RB Wolpin, Ryan + 1 point de conversion par K Hoggarth, Haden                                               | 38    | 21    |
| 4           | 01:12       | 4           | 75          | 01:04       | ORE         | TD de 8 yards par WR Redd, Jaylon à la suite d'une réception d'une passe de QB Herbert, Justin + 1 point de conversion par K Schneider, Aidan       | 38    | 28    |
| Score final | Score final | Score final | Score final | Score final | Score final | Score final | 38    | 28    |

## Statistiques
| Meilleur joueur (MVP) |             |       |
| Nom                   | Équipe      | Poste |
| Cedric Wilson         | Boise State | WR    |

| Statistiques par équipe                |                                           |                                           |
| Statistiques                           |                                           |                                           |
| 1er down                               | 28                                        | 14                                        |
| 1er down à la course                   | 8                                         | 3                                         |
| 1er down à la passe                    | 16                                        | 10                                        |
| 1er down suite pénalité                | 4                                         | 1                                         |
| Conversion de 3e down                  | 7/16                                      | 4/14                                      |
| Conversion de 4e down                  | 1/1                                       | 2/2                                       |
| Jeux–yards gagnés                      | 90 jeux pour 481 yards                    | 64 jeux pour 280 yards                    |
| Yards à la course Moy. yards/course    | 47 courses pour 11 yards 2,4 yards/course | 28 courses pour 47 yards 1,7 yards/course |
| Yards à la passe                       | 369                                       | 233                                       |
| Passes : Réussies-Tentées-Interceptées | 23/43, 2 interceptions                    | 26/36, 2 interceptions                    |
| Réussite en zone rouge/chances         | 3/7                                       | 1/1                                       |
| TD                                     | 2                                         | 2                                         |
| Field Goals                            | 1/2                                       | 0/0                                       |
| Sacks (Nombre-Yards gagnés)            | 4 pour 30 yards gagnés                    | 1 pour 8 yards gagnés                     |
| Fumbles (Nombre/Perdus)                | 2/1                                       | 2/2                                       |
| Pénalités (Nombre/Yards perdus)        | 4 pour 50 yards perdus                    | 10 pour 95 yards perdus                   |
| Temps de possession                    | 36:36                                     | 23:24                                     |

| Statistiques individuelles |                  |                                                                                    |
| Quaterbacks                |                  |                                                                                    |
| BST                        | Rypien, Brett    | 21/38 passes réussies, 362 yards à la passe, 2 TDs, 2 interceptions, 1 sack subi   |
| ORE                        | Herbert, Justin  | 26/36 passes réussies, 233 yards à la passe, 2 TDs, 2 interceptions, 4 sacks subis |
| Meilleurs coureurs         |                  |                                                                                    |
| BSU                        | Wolpin, Ryan     | 23 courses pour 71 yards nets gagnés, 2 TDs, moyenne de 3,1 yards par course       |
| ORE                        | Herbert, Justin  | 9 courses pour 17 yards nets gagnés, 0 TD, moyenne de 1,9 yards par course         |
| Meilleurs receveurs        |                  |                                                                                    |
| BSU                        | Wilson, Cedrick  | 10 réceptions pour 221 yards et 1 TD                                               |
| ORE                        | Mitchell, Dillon | 9 réceptions pour 143 yards, 0 TD                                                  |
| Meilleurs tackleurs        |                  |                                                                                    |
| BSU                        | Nawahine, Kekoa  | 12 tacles dont 7 en solo et 5 assistes                                             |
| ORE                        | Swain, Jimmie    | 10 tacles dont 3 en solo et 7 assistes                                             |